# سعدة (اسم)
سعدة هو اسم علم مؤنث من أصل عربي، ومعناه هو منقول عن الفعل من قولهم غلا يغلو، زاد وارتفع وجاوز الحد في الثمن أو في أي شيء آخر واستخدموه على وزن «حلا» ورسمه بعضهم «غلى» خطأ.

## وصلات خارجية
- موسوعة السلطان قابوس لأسماء العرب نسخة محفوظة 5 أبريل 2019 على موقع واي باك مشين.